# Observatorio virtual
El Observatorio Virtual (VO, según sus siglas en inglés) es una iniciativa de carácter internacional que surge hacia el año 2000 y cuyo principal objetivo es garantizar la rapidez y eficiencia, tanto en el acceso a la información existente en archivos y servicios astronómicos, como en el análisis de dicha información.

## Introducción
Los archivos de datos se han convertido en una infraestructura de primera importancia para la investigación en Astronomía. Dos han sido las razones principales para esto:
- Eficiencia: los datos de archivo pueden ser utilizados a lo largo de los años por diferentes grupos de investigación para diferentes proyectos. Como ejemplos baste citar INES, el archivo de datos del satélite IUE (International Ultraviolet Explorer), en el que cada espectro ha sido, en promedio, descargado más de cinco veces, o el archivo del Telescopio espacial Hubble (HST) en el que, desde 2006, el número de artículos publicados en revistas con árbitro basados en datos de archivo es mayor que el basado en datos nuevos.

- Gran volumen de información: se estima que, en la actualidad (noviembre de 2011), los archivos astronómicos contienen alrededor de 1 Petabyte de datos siendo la tasa de crecimiento de la información del orden de 0.5 Petabytes /año. No obstante, este crecimiento se verá acelerado en los próximos años cuando proyectos como LSST, ALMA o SKA comiencen sus operaciones científicas. En este escenario, se estima que para el año 2020 habrá un total de 60 Petabytes de datos disponibles en los archivos astronómicos.

## Problemas en la utilización de archivos en Astronomía
A pesar del enorme potencial que encierran los archivos astronómicos, su utilización antes del comienzo de la iniciativa Observatorio Virtual estaba muy limitada por la falta de interoperatividad entre ellos. Por un lado, los archivos astronómicos se encuentran distribuidos por todo el mundo. Por otro lado, el diseño y desarrollo de cada uno de estos archivos se llevó a cabo de manera independiente sin contar con un nivel mínimo de coordinación entre ellos. Esto dio lugar a una serie de problemas relacionados con el descubrimiento (¿cómo puedo encontrar los datos que estoy buscando?), consulta y transferencia (cada archivo cuenta con un protocolo de acceso, consulta y transferencia de datos diferente) y análisis (por ejemplo, la comparación de dos imágenes de la misma región del cielo tomadas de dos centros de datos diferentes no es inmediata ya que tenemos que conocer parámetros como la orientación de las mismas o las escalas de píxel) de datos de archivo. 
En este escenario, el investigador era consciente de la gran cantidad de información disponible en los centros de datos astronómicos pero carecía de la metodología y herramientas necesarias para extraer de ellos todo el potencial científico que encierran. Dar solución a este problema fue el principal reto que se planteó el Observatorio Virtual desde su origen.

## Proyectos de Observatorio Virtual.
A fecha de noviembre de 2011 existen 20 iniciativas de Observatorio Virtual distribuidas por el mundo y agrupadas en torno a la Alianza del Observatorio Virtual Internacional (IVOA). IVOA surge en junio de 2002 y representa el foro que proporciona la colaboración y coordinación necesarias para desarrollar la iniciativa VO a nivel mundial. 
Algunos de los diferentes proyectos de Observatorio Virtual son:
- Observatorio Virtual Español
- Argentina
- Armenia
- Reino Unido
- Australia Archivado el 17 de mayo de 2014 en Wayback Machine.
- Brasil Archivado el 25 de junio de 2014 en Wayback Machine.
- China
- Canadá
- Agencia Espacial Europea
- Observatorio Europeo del Sur
- Euro-VO
- Alemania
- Hungría
- Japón
- Estados Unidos
- Francia Archivado el 14 de julio de 2014 en Wayback Machine.
- Rusia
- Ucrania
- Italia Archivado el 21 de octubre de 2012 en Wayback Machine.
- India